# 23308 Niyomsatian
23308 Niyomsatian este un asteroid din centura principală de asteroizi.

## Descriere
23308 Niyomsatian este un asteroid din centura principală de asteroizi. A fost descoperit pe 3 ianuarie 2001 la Socorro, New Mexico, în cadrul proiectului LINEAR. Asteroidul prezintă o orbită caracterizată de o semiaxă mare de 2,57 ua, o excentricitate de 0,07 și o înclinație de 4,0° în raport cu ecliptica.